# Téléfrançais
Téléfrançais (deutsch etwa: Telefranzösisch bzw. Fernseh-Französisch) ist eine kanadische Fernsehserie für Kinder zum Erlernen der französischen Sprache, die von 1984 bis 1986 von TVOntario (TVO) ins Leben gerufen wurde. Die 30-teilige Serie richtet sich überwiegend an englischsprachige Schüler, die in der Grundschule Französisch lernen. Sie ist ein Lernhilfsmittel für Pädagogen in Kanada und auch den USA.
Die Show erzählt die Abenteuer zweier Kinder, Jacques (Jacques Dell) und Sophie (Colombe Demers) und einer anthropomorphen Ananas namens „Ananas“ (René Lemieux). Die Episoden wurden unter der Regie von Jennifer Harvey und unter Leitung von David Moore gedreht.
Die Erkennungsmelodie ist ein eingängiges Lied, das mit den Worten beginnt: Téléfrançais! Téléfrançais! Bonjour! Allô! Salut! / Téléfrançais! Téléfrançais! Lisez! Parlez avec nous! (dt. Téléfrançais! Téléfrançais! Guten Tag! Hallo! Seid gegrüßt! Téléfrançais! Téléfrançais! Lest! Sprecht mit uns!).
Die einzelnen Folgen sind jeweils knapp zehn Minuten lang. Sie sind bei Youtube abrufbar.
In der ersten Episode lernen Jacques und Sophie die außergewöhnliche Ananas kennen, eine Ananas, die sprechen kann! Die Rockband Les Squelettes (Die Skelette) stellt sich in einem Lied vor, und eine Pilotin bietet an, sie alle für einen Fallschirmsprung mitzunehmen – allerdings ist Ananas der einzige Freiwillige.